# 涅瓦河之戰
涅瓦河之戰（羅馬化：Nevskaya bitva）是1240年7月15日在涅瓦河边，诺夫哥罗德共和国、卡累利阿与瑞典、挪威和芬兰之间的一场为争夺涅瓦河河口和旧拉多加的战争，在亚历山大·雅罗斯拉维奇·涅夫斯基的领导下，诺夫哥罗德共和国一方取得胜利。